# Whip it (canción de Devo)
«Whip It» (en español: Azótalo) es una canción de la banda de new wave estadounidense Devo. Este gran éxito fue publicado en su álbum Freedom of Choice editado en el año 1980 por la Warner Brothers. Fue escrita por el vocalista Mark Mothersbaugh y Gerald Casale.
Aunque la banda ya tenía una serie de éxitos como Mongoloid, Gut Feeling (Slap Your Mammy) y su "mecánica" versión de (I Can't Get No) Satisfaction de The Rolling Stones, Whip It supuso el salto a la fama mundial que la banda recibió. La canción alcanzó el puesto #14 en el Billboard Hot 100 y el puesto # 3 en los rankings de Canadá.

## Historia

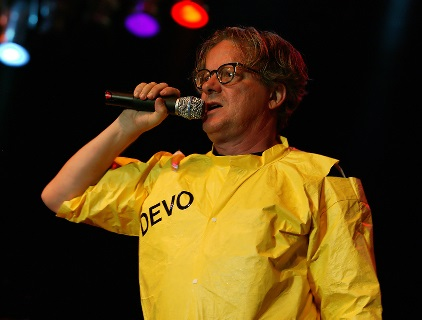
Mark Mothersbaugh, cantante de Devo. Autor de "Whip It".

Los miembros de la banda declararon en una entrevista, que el riff de la guitarra principal de Whip it está basado en el clásico Oh, Pretty Woman de Roy Orbison[cita requerida]. 
Otra característica que da un plus al tema es su videoclip. Este video fue financiado por la banda con $ 15,000 dólares que juntaron entre ellos. La principal parte del vídeo, en donde su vocalista, Mark Mothersbaugh, azota la ropa de una mujer (interpretada por Annerose Bücklers), tuvo su inspiración en un artículo publicado en 1962 en la revista Dude.

## Interpretación
La letra de “Whip It” es inconexa y sin sentido. Por ejemplo, su tema central gira en torno a la habilidad de resolver los problemas al “azortarlo”; otras líneas incluyen declaraciones motivaciones como “go forward, move ahead” (ve adelante, muévete) y “it’s not too late” (no es muy tarde). Casale escribió la letra, la cual buscaba satirizar el optimismo estadounidense. Él tomó inspiración de los pósteres de propaganda comunista y El arco iris de gravedad de Thomas Pynchon, una novela de 1973 que contiene poemas satíricos sobre clichés capitalistas. Cásale incorporó letras que podrían ser clichés motivacionales si son sacados de contexto.
Mothersbaugh ofreció una interpretación distinta de las letras, diciendo que fueron escritas en la forma de una conversación para el Presidente de los Estados Unidos Jimmy Carter durante las elecciones presidenciales de 1980. Los miembros de Devo apoyaban a Carter y temían que el candidato republicano Ronald Reagan ganara la elección. Huey nota que a pesar de la novedad de la canción, hay subtonos violentos en la letra. Él describe el proceso de azotarlo como resolver los problemas de uno como “un retrato sardónico de un aspecto general, problemático de la psiquis americana; la predilección de utilizar la fuerza y la violencia para resolver problemas, arrojar la frustración y demostrarse ante otros."

## Detalles
En el vídeo, los miembros de Devo visten de negro, con camisetas sin mangas y cuello de tortuga, además de su famoso sombrero Energy Dome. Como curiosidad, a medida que pasa el video los cuellos tortugas de sus poleras van disminuyendo su tamaño a excepción de Mark Mothersbaugh.

## Controversia
Sin embargo, pese al éxito inicial el video tuvo polémicas. Devo se vio obligado a abandonar un programa de televisión después que el video fuera considerado ofensivo para la mujer. A pesar de ello, "Whip It" recibió gran rotación en los medios de comunicación y es considerado como uno de los videos pioneros de MTV.